# Književnost u 1936.
◄◄ | ◄ | 1933. | 1934. | 1935. | 1936.  | 1937. | 1938. | 1939. | ► | ►►
Arhitektura • Astronomija • Biologija • Film • Fotografija • Glazba • Kazalište • Kemija • Kiparstvo • Knjige • Književnost • Kršćanstvo • Meteorologija • Medicina • Planinarstvo • Politika • Pravo • Promet • Slikarstvo • Strip • Šport • Televizija • Znanost • Zrakoplovstvo • Željeznički promet
Književnost u 1936.

## Svijet

### Književna djela
- 30. lipnja – objavljen povijesno-ljubavni roman Zameo ih vjetar (engl. Gone with the Wind) američke spisateljice Margaret Mitchell

### Smrti
- 18. siječnja – Rudyard Kipling, engleski književnik (* 1865.)
- 15. kolovoza – Grazia Deledda, talijanska književnica (* 1871.)

## Hrvatska i u Hrvata

### Književna djela
- Balade Petrice Kerempuha Miroslava Krleže

### Rođenja
- 27. svibnja – Ivo Brešan, hrvatski dramski pisac, prozaist, slavist i scenarist († 2017.)

## Vanjske poveznice
|  | Zajednički poslužitelj ima još gradiva o temi Književnost u 1936. |